# Virgin Active
Virgin Active, in Italia abbreviato VAI (Virgin Active Italia), è una catena di centri fitness appartenente al Virgin Group di Richard Branson, la quale opera nel settore del fitness e benessere dalla fine degli anni novanta.

## Storia
Virgin Active nasce nel 1997 nel Regno Unito, a Preston, nel Lancashire, come ramo del gruppo Virgin Group di Richard Branson. Attualmente la sede principale si trova a Milton Keynes.
Nel 2002 quando l'azienda contava 350.000 membri Branson vendette il 55% delle quote alla Bridgepoint Capital per 40 milioni di pound, per poi ricomprarle per 134,5 milioni di sterline.
La sua entrata in Italia risale al 2003, con l'apertura del primo club a Genova. Nel 2005 l'azienda nel complesso contava 25 club nel Regno Unito, 77 in Sud Africa, e 12 nell'Europa Continentale. In Australia nel 2008 viene aperto il primo club, a Sydney. L'espansione è avvenuta anche grazie all'acquisizione delle catene "Holmes Place", il 1 novembre 2006 portando improvvisamente il numero dei club nel Regno Unito da 24 a 72, e di 55 club della catena "Esporta", il 26 aprile 2011 portandolo allora a 124 club.
Il 10 luglio 2015 Virgin Active annuncia l'acquisizione di Downtown, ampliando la sua presenza a Milano con 3 nuovi club (Vittorio Emanuele, Diaz e Cavour).
Nel 2023 Virgin Active annuncia l'apertura a Padova di un club al 2 e 3 piano nella struttura Ex-Rinascente in pieno centro, davanti al Liston
Il CEO attuale dell'azienda è Paul Woolf, che subentra a Matthew Bucknall nel 2013.

## Caratteristiche

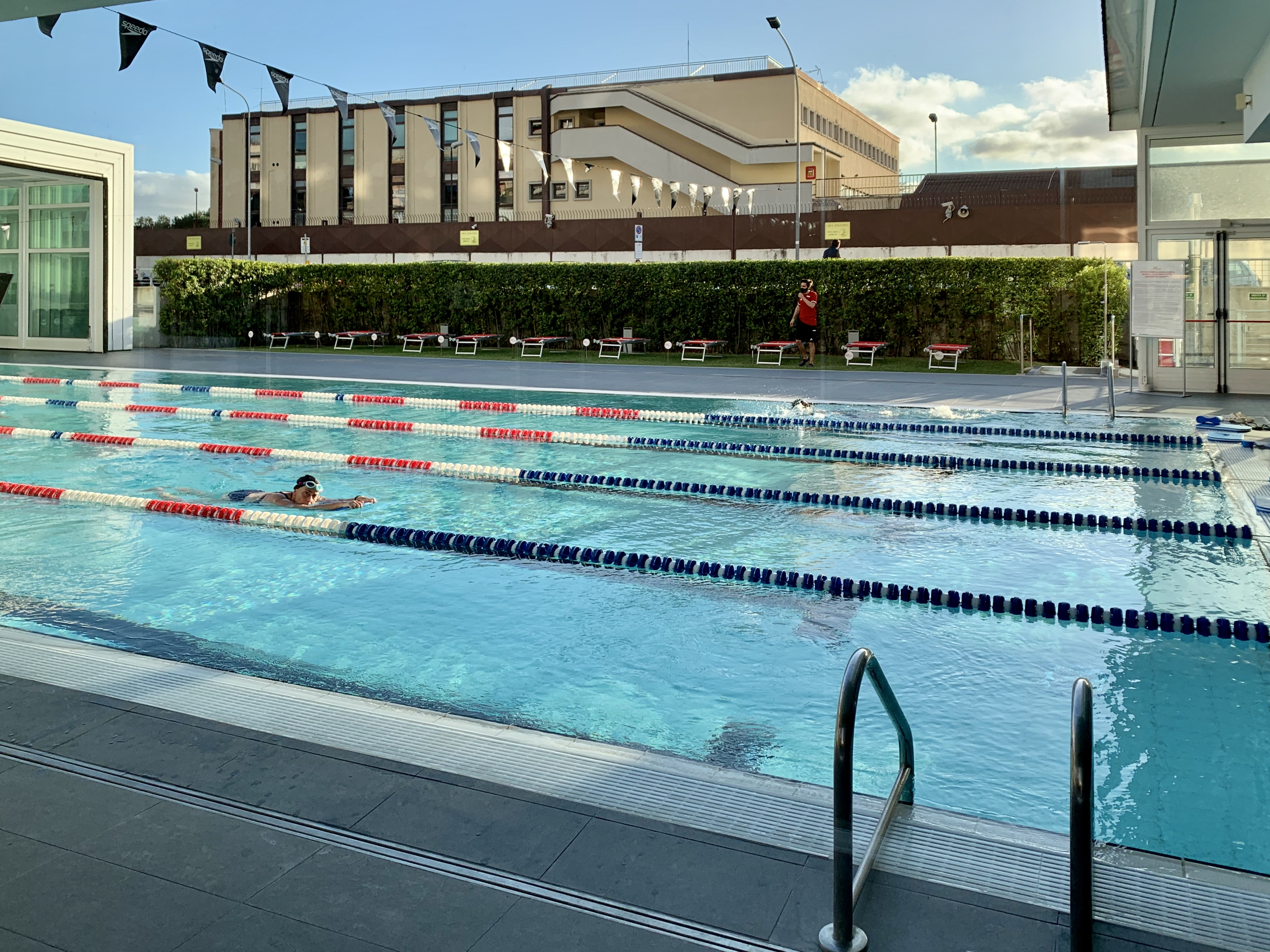
Piscina in versione estiva del Club di Roma Balduina

Virgin Active propone «un nuovo modo di intendere il benessere a tutto tondo che non comprende solo la forma fisica ma anche il benessere mentale, non più solo una palestra ma un club al quale appartenere».
Questo si concretizza nella struttura dei club dove è possibile trovare sempre sale corsi, studi fitness, piscina, area relax, area cafè (V-Cafè), e uno spazio per i bambini (V-Club).

## Presenza
Virgin Active è presente in otto paesi: Sudafrica, Regno Unito, Italia, Australia, Thailandia, Singapore, Namibia e Botswana.

### Villaggi Fitness in Italia
I villaggi funzionanti in Italia sono 42. 
| Città         | Villaggi |
| ------------- | -------- |
| Bologna       | 1        |
| Bolzano       | 1        |
| Brescia       | 1        |
| Catania       | 1        |
| Firenze       | 2        |
| Genova        | 1        |
| Milano        | 14       |
| Napoli        | 2        |
| Padova        | 1        |
| Palermo       | 1        |
| Perugia       | 1        |
| Prato         | 1        |
| Reggio Emilia | 1        |
| Roma          | 8        |
| Salerno       | 1        |
| Torino        | 3        |
| Venezia       | 1        |
| Verona        | 1        |

## Procedimenti giudiziari

### Procedimenti giudiziari in Italia

#### Presunti abusi edilizi
Nell'ottobre 2020 la palestra Virgin Active a Palermo è stata sottoposta a sequestro giudiziario per abuso edilizio con aumento della superficie utile dell’edificio e diversa sagoma dello stesso, con mancato versamento di 60mila euro corrispondere gli oneri di urbanizzazione. L'azienda Virgin Group si è dichiarata esterna ai fatti in quanto in possesso di un contratto di locazione con la società proprietaria dell'immobile Euroleasing Company Spa; Virgin Group ha reciso il contratto di locazione nel gennaio 2022.

#### Pratiche commerciali scorrette
Il 18 giugno 2025 l'Autorità garante della concorrenza e del mercato (AGICOM) ha multato l'azienda per un valore di 3 milioni di euro per pratiche commerciali scorrette in Italia, riguardo alle condizioni degli abbonamenti e ai termini di adesione, disdetta e recesso anticipato. L'autorità ha  indicato che l'azienda non aveva fornito le informazioni sugli aumenti di prezzo praticati nell'anno 2024 e di aver reso complessa la metodologia di termine di contratto tra l'azienda e il cliente.